# 호세 데 리베라
주세페 데 리베라(Jusepe de Rivera, 1591년 2월 17일 ~ 1652년 9월 2일)는 스페인계 이탈리아 명암화법 Tenebrist 화가이자 판화가이다. 호세 데 리베라 (José de Rivera), 죠셉 데 리베라 (Josep de Rivera)로도 알려져있다. 그는 로 스파뇰레토 (Lo Spagnoletto; 작은 스페인인)이라고도 불렸다. 비록 그의 원숙한 작품들은 전부 이탈리아에서 그려지긴 했지만, 그는 스페인 화파의 주요한 화가였다.
리베라는 스페인 발렌시아 근처에 있는 샤티바 (발렌시아어로 Xàtiva, 스페인어로는 Játiva; 하티바)에서 태어났다. 그는 1591년 2월 17일 세례 받았다. 그의 아버지는 구두를 만드는 사람이었고 아마도 사업의 규모는 컸을 것이다. 리베라의 부모는 아들이 학자쪽으로 성공했으면 했지만 그는 공부를 소홀히 했다. 증거는 남아있지 않지만, 리베라는 발렌시아의 화가 프란치스코 리발타에게 견습을 받았다고 알려져있다. 그는 이탈리아에서 예술 공부 하기를 간절히 원했고, 파르마를 거쳐 로마로 가기로 했다. 1611년 그가 기록한 거에 따르자면. 한 자료에 따르면, 한 추기경은 그가 로마의 궁전 파사드에 프레스코화를 그리는걸 보았다고 한다. 로마의 예술가들은 그에게 "작은 스페인인"이라는 별명을 주었다.
추악함을 강조하려는 듯한 사실주의는 잔혹한 순교도(殉敎圖)에 있어서 특색을 발휘하게 되는데 여성상에서는 감미로움도 첨가(添加)되어 있어, 이 시대의 에스파냐인으로서 국제적인 대중성을 가진 오직 한 사람의 화가임을 알 수 있다. <성(聖) 바르톨로뮤의 순교(殉敎)> <성녀 아그네스> 등의 작품명이 부가된다.